# 493

## Събития
- 25 февруари – Теодорих Велики сключва с Одоакър, мирен договор (по съвет на епископ Йоханес от Равена), според който двамата съвместно владеят столицата Равена и заедно управляват Италия.
- 15 март – Теодорих Велики убива Одоакър в дворец Lauretum и става единствен господар на Италия.